# 今井靖彦
今井 靖彦（いまい やすひこ、1965年11月22日 - ）は、日本の俳優、スーツアクター、スタントマン。東京都出身。ジャパンアクションエンタープライズ（JAE）所属。身長173センチメートル。

## 人物
特技は空手（天真館空手道二級）、裁縫。
JAC（現・JAE）の第16期生。同期には高岩成二や竹内康博、横山一敏などがいる。
主に東映製作のドラマや映画に出演。スーツアクターとしては、主にスーパー戦隊シリーズでヒーローやメイン格の悪役を演じる。
後楽園ゆうえんちのスーパーヒーローショーに初出演。戦闘員の後、『電撃戦隊チェンジマン』のチェンジドラゴン役を務めた。テレビ番組では『光戦隊マスクマン』『世界忍者戦ジライヤ』『仮面ライダーBLACK』などで補助を務め、『超獣戦隊ライブマン』の戦闘員ジンマー役でキャラクターのスーツアクターを初担当。『ブルースワット』のゴールドプラチナム役でレギュラーキャラクターを初担当。『救急戦隊ゴーゴーファイブ』よりスーパー戦隊シリーズでレギュラーキャラクターを担当した。『爆竜戦隊アバレンジャー』ではアバレキラーのスーツアクターを担当した。
『炎神戦隊ゴーオンジャー』の後、『戦国BASARA』や『僕たちの好きだった革命』など舞台に活動の場を移した。その後の東映特撮ヒーロー番組には代役、エキストラなどで時折参加していたが、『仮面ライダー鎧武/ガイム』より仮面ライダーシリーズにレギュラー出演している。

## エピソード
俳優を目指した理由は小学生のころにブルース・リーに憧れたためであったが、当初はアクションではなく演技を志望していた。JACに入った理由は、中学卒業後に住み込みで入れる事務所を探し、合宿の写真から宿舎があるものと誤解したためであった。入所後は祖母の家に世話になっていたが、夜勤アルバイトを始めたところ祖母に夜遊びをしているものと誤解されて居づらくなり、バイト先に泊まり込んで生活していた。
ヒーローよりも悪役を好んでおり、一時特撮を離れた理由も悪役を変身前後で演じたいがその機会はないだろうと思ったからであった。
『爆竜戦隊アバレンジャー』のヤツデンワニは、当初新人が演じていたが上手く行かず、監督の指名によりアバレキラー役の今井が代役を務めたところその演技が気に入られ、そのままヤツデンワニも演じることとなった。巨大な口を手で動かすという仕草も今井の発案によるものである。

## 出演

### テレビドラマ（出演）
- 土曜ワイド劇場 森村誠一の終着駅シリーズ 人間の十字架・飛騨高山、刑事の妻の秘密旅行が連続殺人を呼ぶ（1996年、テレビ朝日）
- 週末婚（1999年、TBS）
- 傷だらけの女（1999年、関西テレビ）
- 愛は正義（2001年、テレビ朝日） - スタント（第4話）
- 外事警察 第1話（2009年11月14日、NHK総合テレビ） - SAT 役[6]
- ニュース速報は流れた 第2・5話（2009年、フジテレビワンツーネクスト） - 取り立て屋 役
- サラリーマン金太郎 第2シリーズ 第5話（2010年2月5日、テレビ朝日） - ヤクザ 役
- 夏の恋は虹色に輝く 第3話（2010年8月2日、フジテレビ）
- 塀の中の中学校（2010年10月11日、TBS）
- SPEC〜警視庁公安部公安第五課 未詳事件特別対策係事件簿〜 第5話（2010年11月12日、TBS） - 大森南朋吹き替え[7]
- 悪党〜重犯罪捜査班 第8話（2011年3月18日、テレビ朝日） - サラリーマン 役[6]
- 検事・朝日奈耀子 12（2012年、テレビ朝日） - アクションコーディネーター
- 警部補 矢部謙三2（2013年、テレビ朝日） - テロリスト（第5話） 役、吹き替え（第8話）
- 刑事バレリーノ（2016年1月9日、日本テレビ） - 受賞者 役[6]
- とと姉ちゃん 第61話・62話（2016年6月13日・14日、NHK）
- 絶対零度〜未然犯罪潜入捜査〜 最終話（2018年9月10日、フジテレビ） - 警察官僚 役[6]
- 美食探偵 明智五郎 最終話（2020年6月28日、日本テレビ） - SP 役[8]
- グッドモーニング、眠れる獅子（2022年4月23日 - 、ひかりTVチャンネル） - 藤平司 役[9]

### 特撮テレビドラマ（出演）
- 仮面ライダーシリーズ（東映）
  - 仮面ライダーBLACK（1987年 - 1988年） - 補助[1]
  - 仮面ライダークウガ（2000年 - 2001年） - 警官 役
  - 仮面ライダーカブト（2006年 - 2007年） - シャドウ隊員 役（ノンクレジット）
  - 仮面ライダー電王（2007年 - 2008年） - ラビットイマジンの契約者 役
  - 仮面ライダーキバ（2008年 - 2009年） - グリズリーファンガイア[7]、ファンガイア[10]
  - 仮面ライダーW（2009年 - 2010年） - 刑事A（第41話） 役
  - 仮面ライダーウィザード（2012年 - 2013年） - 分身ウィザード[6]、ファントム[要出典]、レギオン[11]
  - 仮面ライダー鎧武/ガイム（2013年 - 2014年） - 仮面ライダーブラーボ[1][2][6]、ロシュオ[1]
  - 仮面ライダードライブ（2014年 - 2015年） - 魔進チェイサー[1][2][6] / 仮面ライダーチェイサー[12][2][6] / 仮面ライダープロトドライブ[13] / プロトゼロ[14]
  - 仮面ライダーゴースト（2015年 - 2016年） - グレートアイザー[15]、仮面ライダーダークゴースト[16]
  - 仮面ライダーエグゼイド（2016年 - 2017年）
  - 仮面ライダービルド（2017年 - 2018年）
  - 仮面ライダージオウ（2018年 - 2019年） - 魔進チェイサー[17]
  - 仮面ライダーゼロワン（2019年 - 2020年）
  - 仮面ライダーセイバー（2020年 - 2021年） - 仮面ライダーデュランダル[18]
  - 仮面ライダーリバイス（2021年 - 2022年）
  - 仮面ライダーギーツ（2022年 - 2023年）
  - 仮面ライダーガッチャード（2023年 - 2024年） - マンティスマルガム[19]、ヴァルバラド[20]
  - 仮面ライダーガヴ（2024年 - ） - ロジョー[21]、おでん店主（21話） 役
- スーパー戦隊シリーズ（東映）
  - 光戦隊マスクマン（1987年 - 1988年） - 補助[1]
  - 超獣戦隊ライブマン（1988年 - 1989年） - 兵士ジンマー[1]
  - 地球戦隊ファイブマン（1990年 - 1991年） - 藤敏也吹き替え[1]
  - 五星戦隊ダイレンジャー（1993年 - 1994年） - ゴーマ怪人（豆腐仙人、歌舞伎小僧、神風大将、ハニワ腹話術師、ネックレス官女、万華鏡伯爵、イカヅチ 他）[1]
  - 忍者戦隊カクレンジャー（1994年 - 1995年） - 怪人、兵隊[22]
  - 超力戦隊オーレンジャー（1995年 - 1996年） - 補助[22]
  - 電磁戦隊メガレンジャー（1997年 - 1998年）
  - 救急戦隊ゴーゴーファイブ（1999年 - 2000年） - ジルフィーザ、サラマンデス（代役）[22]、災魔獣[要出典] 他
  - 未来戦隊タイムレンジャー（2000年 - 2001年） - タイムファイヤー[1][2]、ギエン[要出典]
  - 百獣戦隊ガオレンジャー（2001年 - 2002年） - ガオブルー[1]、サーファーの今井さん（顔出し） 役
  - 忍風戦隊ハリケンジャー（2002年 - 2003年） - クワガライジャー[1]、メガタガメハリヤー[23]、メガタガメMk-III[24]、バドーギ[24]、メガタガメセクシー[25]
  - 爆竜戦隊アバレンジャー（2003年 - 2004年） - アバレキラー[1]、ヤツデンワニ[1]、キラーオー[26]、アバレブルー（代役）[27]、バクダンテライオン[28]、ジシャックナゲンゴロウ[29]、キンモクセイカミカクシ（第9話）[29]、ハッカラスナイパー（第13話）[30]、ムカデンパンジー（第23話）[26]、ハエマツ（第25話）[26]、ツリバカツオリーブ（第26話）[26]、ショホウセンカメレオン（第28話）[31]、ラッコピーマン（第29話）[31]、キラーゴースト（第30話）[31]、バーミア兵[32]
  - 特捜戦隊デカレンジャー（2004年 - 2005年） - デカブルー[1]、デカウイングロボ、デビルキャプチャー5[33]、ブンター（Episode.32・33）[34]、チョウ・サン[35]
  - 魔法戦隊マジレンジャー（2005年 - 2006年） - マジイエロー[1] / マジガルーダ[要出典]、ワイバーン[36]
  - 轟轟戦隊ボウケンジャー（2006年 - 2007年） - ボウケンブラック[1]
  - 獣拳戦隊ゲキレンジャー（2007年 - 2008年） - 黒獅子リオ[1]、ピョン・ピョウ[37]、久津ケン（吹き替え）[38]、毛利小平太（修行その33、顔出し） 役
  - 炎神戦隊ゴーオンジャー（2008年 - 2009年） - ゴーオンブラック[1]、警官A（GP-11、顔出し） 役
  - 天装戦隊ゴセイジャー（2010年 - 2011年） - ビービ[要出典]
  - 海賊戦隊ゴーカイジャー（2011年 - 2012年） - ゴーミン[要出典]、行動隊長（第28話・第29話）[39]、黒獅子リオ（第31話）[40]、スゴーミン[41]、害統領（二代目）ババッチード（35,36）[41]、ドゴーミン[41]
  - 特命戦隊ゴーバスターズ（2012年 - 2013年） - 吹き替え
  - 獣電戦隊キョウリュウジャー（2013年 - 2014年） - 偽キョウリュウブラック[11]、ドゴルド
  - 烈車戦隊トッキュウジャー（2014年 - 2015年）
  - 手裏剣戦隊ニンニンジャー（2015年 - 2016年） - ジライヤ[42]、マジイエロー[43]、オボログルマ[44]
  - 動物戦隊ジュウオウジャー（2016年 - 2017年） - バド（ジューマン態）[45] / ジュウオウバード[46][45]、ギフト[47]、ノボリゾン[48]、古本屋の客[49] 役
  - 宇宙戦隊キュウレンジャー（2017年 - 2018年） - サソリオレンジ[50][2][6]、デカレッド（18）[51]
  - 快盗戦隊ルパンレンジャーVS警察戦隊パトレンジャー（2018年 - 2019年）
  - 騎士竜戦隊リュウソウジャー（2019年 - 2020年） - リュウソウレッド（マスターバージョン）[52]、ウデン[53]、サデン[53]
  - 魔進戦隊キラメイジャー（2020年 - 2021年）
  - 機界戦隊ゼンカイジャー（2021年 - 2022年）
  - 暴太郎戦隊ドンブラザーズ（2022年 - 2023年） - 獣人[54]、長老1[55]、ソノヤ変身体[56]
  - 王様戦隊キングオージャー（2023年 - 2024年） - オオクワガタオージャー[57][3]、キングオオクワガタオージャー[3]、ダンジーム[3]
  - 爆上戦隊ブンブンジャー（2024年 - 2025年）
  - ナンバーワン戦隊ゴジュウジャー（2025年 - ） - Mr.シャイニングナイフ&Mrs.スイートケーク
- メタルヒーローシリーズ（東映）
  - 世界忍者戦ジライヤ（1988年 - 1989年） - 補助[1]、特殊忍者群 風（第16話）[1]
  - ブルースワット（1994年 - 1995年） - ゴールドプラチナム[1]、ジスプ[1]
  - 重甲ビーファイター（1995年 - 1996年） - ジースタッグ（アクション用）[1]
  - ビーファイターカブト（1996年 - 1997年） - ビーファイタークワガー（アクション用）[1]、ビーファイターミン[58]、ムカデリンガー[1]、クワガタイタン[1]
  - ビーロボカブタック（1997年 - 1998年） - キャプテントンボーグ[1]、コブランダーSモード[1]、格闘ロボットの声（第17話）
  - テツワン探偵ロボタック（1998年 - 1999年） - ダークローNモード / Sモード[1]
- 電脳警察サイバーコップ（1988年 - 1989年、東宝）
- 超光戦士シャンゼリオン（1996年、東映） - 闇生物[要出典]
- ドゲンジャーズ（2020年、九州朝日放送） - ヤバイ仮面[59]

#### テレビスペシャル
- 仮面ライダー龍騎スペシャル 13RIDERS（2002年、東映） - 仮面ライダーリュウガ[要出典]
- 烈車戦隊トッキュウジャーVS仮面ライダー鎧武 春休み合体スペシャル（2014年、東映）
- 手裏剣戦隊ニンニンジャーVS仮面ライダードライブ 春休み合体1時間スペシャル（2015年、東映）

### 映画（出演）
- 劇場版 重甲ビーファイター（1995年） - ジースタッグ[要出典]
- メッセンジャー（1999年）
- スーパー戦隊シリーズ
  - 劇場版 百獣戦隊ガオレンジャー 火の山、吼える（2001年） - ガオブルー[60]
  - 忍風戦隊ハリケンジャー シュシュッと THE MOVIE（2002年） - クワガライジャー[61]、ヒザール[23]、分身イエロー[23]
  - 爆竜戦隊アバレンジャー DELUXE アバレサマーはキンキン中!（2003年） - アバレキラー[62]
  - 特捜戦隊デカレンジャー THE MOVIE フルブラスト・アクション（2004年） - デカブルー[63]
  - 魔法戦隊マジレンジャー THE MOVIE インフェルシアの花嫁（2005年） - マジイエロー[64]
  - 轟轟戦隊ボウケンジャー THE MOVIE 最強のプレシャス（2006年） - ボウケンブラック
  - 電影版 獣拳戦隊ゲキレンジャー ネイネイ!ホウホウ!香港大決戦（2007年） - 黒獅子リオ[65]、乾坤一擲武術会の参加者
  - 炎神戦隊ゴーオンジャー BUNBUN!BANBAN!劇場BANG!!（2008年） - ゴーオンブラック[要出典]、浪人 役
  - 天装戦隊ゴセイジャーVSシンケンジャー エピックon銀幕（2011年） - シンケンゴールド[6]
  - ゴーカイジャー ゴセイジャー スーパー戦隊199ヒーロー大決戦（2011年） - タイムファイヤー[66]、黒獅子リオ[67]、デカブルー[68]
  - 海賊戦隊ゴーカイジャー THE MOVIE 空飛ぶ幽霊船（2011年）合体戦闘員役[7]
  - 獣電戦隊キョウリュウジャーVSゴーバスターズ 恐竜大決戦! さらば永遠の友よ（2014年）
  - 烈車戦隊トッキュウジャーVSキョウリュウジャー THE MOVIE（2015年）
  - 手裏剣戦隊ニンニンジャーVSトッキュウジャー THE MOVIE 忍者・イン・ワンダーランド（2016年）
  - 劇場版 動物戦隊ジュウオウジャーVSニンニンジャー 未来からのメッセージ from スーパー戦隊（2017年）
  - 宇宙戦隊キュウレンジャー THE MOVIE ゲース・インダベーの逆襲（2017年）
  - 快盗戦隊ルパンレンジャーVS警察戦隊パトレンジャー en film（2018年）
  - 魔進戦隊キラメイジャー エピソードZERO（2020年）[69]
  - 機界戦隊ゼンカイジャー THE MOVIE 赤い戦い! オール戦隊大集会!!（2021年）[70]
  - 映画 王様戦隊キングオージャー アドベンチャー・ヘブン（2023年） - ライニオール・ハスティー（怪人態）[71]
  - ナンバーワン戦隊ゴジュウジャー 復活のテガソード（2025年） - Mr.シャイニングナイフ&Mrs.スイートケーク
- ゴジラ×メカゴジラ（2002年）
- 仮面ライダーシリーズ
  - 劇場版 仮面ライダー響鬼と7人の戦鬼（2005年） - 魔化魍忍群[要出典]
  - 劇場版 仮面ライダーキバ 魔界城の王（2008年） - マミーレジェンドルガ[要出典]
  - 仮面ライダー×仮面ライダー×仮面ライダー THE MOVIE 超・電王トリロジー EPISODE YELLOW お宝DEエンド・パイレーツ（2010年）
  - オーズ・電王・オールライダー レッツゴー仮面ライダー（2011年） - 仮面ライダー、怪人[72]
  - 仮面ライダー×仮面ライダー ウィザード&フォーゼ MOVIE大戦アルティメイタム（2012年）
  - 劇場版 仮面ライダー鎧武 サッカー大決戦!黄金の果実争奪杯!（2014年） - 仮面ライダーマルス[6]、仮面ライダーブラーボ[6]
  - 仮面ライダー×仮面ライダー ドライブ&鎧武 MOVIE大戦フルスロットル（2014年） - 魔進チェイサー
  - 劇場版 仮面ライダードライブ サプライズ・フューチャー（2015年）
  - 仮面ライダー×仮面ライダー ゴースト&ドライブ 超MOVIE大戦ジェネシス（2015年）
  - 劇場版 仮面ライダーゴースト 100の眼魂とゴースト運命の瞬間（2016年） - 仮面ライダーダークゴースト[73] / 仮面ライダーエクストリーマー[74]
  - 劇場版 仮面ライダービルド Be The One（2018年） - 仮面ライダーブラッド[75]
  - 仮面ライダー 令和 ザ・ファースト・ジェネレーション（2019年）[76]
  - 劇場版 仮面ライダーゼロワン REAL×TIME（2020年） - アクションクルー[77]
  - 劇場短編 仮面ライダーセイバー 不死鳥の剣士と破滅の本（2020年） - アクションクルー[78]
  - 劇場版 仮面ライダーリバイス（2021年）
  - 仮面ライダー ビヨンド・ジェネレーションズ（2021年）
  - 映画 仮面ライダーギーツ 4人のエースと黒狐（2023年）
- ロストクライム -閃光-（2010年）
- BECK（2010年）
- 十三人の刺客（2010年） - 明石藩士 役
- 漫才ギャング（2011年） - 上地雄輔吹き替え
- ワイルド7（2011年） - 配下 / SAT 役
- ブルーバレンタイン3D〜リベンジガール〜（2011年） - 菱田 役
- 海賊戦隊ゴーカイジャーVS宇宙刑事ギャバン THE MOVIE（2012年）
- スーパーヒーロー大戦シリーズ
  - 仮面ライダー×スーパー戦隊×宇宙刑事 スーパーヒーロー大戦Z（2013年）
  - スーパーヒーロー大戦GP 仮面ライダー3号（2015年） - 魔進チェイサー、仮面ライダーBLACK
- 劇場版 SPEC〜結〜（2013年） - アクションクルー
- エイトレンジャー2（2014年） - SP 役
- ぐらんぶる（2020年） - アクションクルー[79]
- セイバー+ゼンカイジャー スーパーヒーロー戦記（2021年）
- スーパー戦闘 純烈ジャー（2021年） - 純バイオレット[80]
- スーパー戦闘 純烈ジャー 追い焚き☆御免（2022年） - 純烈王[81]

### オリジナルビデオ（出演）
- 女バトルコップ（1990年、東映）
- メタルヒーローシリーズ（東映）
  - ビーロボカブタック クリスマス大決戦!!（1997年） - キャプテントンボーグ、コブランダーSモード[要出典]
  - テツワン探偵ロボタック&カブタック 不思議の国の大冒険（1998年） - ダークローNモード / Sモード[要出典]
- スーパー戦隊シリーズ（東映）
  - 救急戦隊ゴーゴーファイブ 激突!新たなる超戦士（1999年）
  - 救急戦隊ゴーゴーファイブVSギンガマン（2000年）
  - 未来戦隊タイムレンジャーVSゴーゴーファイブ（2001年） - タイムファイヤー、ギエン[要出典]
  - 百獣戦隊ガオレンジャーVSスーパー戦隊（2001年） - ガオブルー[82]
  - 忍風戦隊ハリケンジャーVSガオレンジャー（2003年） - クワガライジャー、ガオブルー[要出典]
  - 爆竜戦隊アバレンジャー スーパービデオ オール爆竜爆笑バトル（2003年） - キラーオー[要出典]
  - 爆竜戦隊アバレンジャーVSハリケンジャー（2004年） - アバレキラー、クワガライジャー[要出典]
  - 特捜戦隊デカレンジャー スーパービデオ 超必殺わざ勝負!デカレッドVSデカブレイク（2004年） - バーニング・ファーリー[要出典]
  - 特捜戦隊デカレンジャーVSアバレンジャー（2005年） - デカブルー、アバレキラー[要出典]
  - 魔法戦隊マジレンジャーVSデカレンジャー（2006年） - マジイエロー / レジェンドマジイエロー、デカブルー、デカウイングロボ[要出典]
  - 轟轟戦隊ボウケンジャーVSスーパー戦隊（2007年） - ボウケンブラック、マジイエロー / レジェンドマジイエロー[要出典]
  - 獣拳戦隊ゲキレンジャー スペシャルDVD ギュンギュン!拳聖大運動会（2007年）
  - 獣拳戦隊ゲキレンジャーVSボウケンジャー（2008年） - ボウケンブラック、黒獅子リオ[要出典]
  - 帰ってきた特命戦隊ゴーバスターズVS動物戦隊ゴーバスターズ（2013年）
  - 忍風戦隊ハリケンジャー 10 YEARS AFTER（2013年） - クワガライジャー[6]
  - 帰ってきた動物戦隊ジュウオウジャー お命頂戴!地球王者決定戦（2017年）
  - 宇宙戦隊キュウレンジャー Episode of スティンガー（2017年）
  - 炎神戦隊ゴーオンジャー 10 YEARS GRANDPRIX（2018年） - ゴーオンブラック[83]
  - テン・ゴーカイジャー（2022年）[84]
  - 機界戦隊ゼンカイジャーVSキラメイジャーVSセンパイジャー（2022年）
  - 忍風戦隊ハリケンジャーでござる! シュシュッと20th Anniversary（2023年） - クワガライジャー
  - 爆竜戦隊アバレンジャー 20th 許されざるアバレ（2024年）
  - 王様戦隊キングオージャーVSドンブラザーズ（2024年）
  - 王様戦隊キングオージャーVSキョウリュウジャー（2024年）
  - 爆上戦隊ブンブンジャーVSキングオージャー（2025年）
- 携帯彼氏プラス（2012年） - 浅井刑事 役
- ブルーバレンタイン2 〜隠されたペンダントの秘密〜（2012年）
- 仮面ライダーシリーズ（東映）
  - てれびくん超バトルDVD 仮面ライダーウィザード ダンスリングでショータイム!!（2013年）
  - 仮面ライダードライブ シークレット・ミッション type ZERO 第0話 カウントダウン to グローバルフリーズ（2014年） - 仮面ライダープロトドライブ[要出典]
  - 鎧武/ガイム外伝 仮面ライダー斬月/仮面ライダーバロン（2015年）
  - てれびくん超バトルDVD 仮面ライダードライブ シークレット・ミッション type LUPIN ～ルパン、最後の挑戦状～（2015年）
  - ドライブサーガ 仮面ライダーチェイサー（2016年） - 仮面ライダープロトドライブ / 仮面ライダーチェイサー[6] / 超魔進チェイサー[85]
  - ビルド NEW WORLD（2019年）
    - 仮面ライダークローズ - 仮面ライダーキルバス[86]
    - 仮面ライダーグリス - ファントムクラッシャー[87]

  - 仮面ライダージオウ NEXT TIME ゲイツ、マジェスティ（2020年） - アナザーディエンド[88]
  - てれびくん超バトルDVD 仮面ライダーゼロワン『カンガルーからナニが飛び出す？ソンナの自分でカンガルー！はい、或人じゃないと！！』（2020年）
  - ゼロワン Others 仮面ライダー滅亡迅雷（2021年）[89]
  - 仮面ライダーセイバー 深罪の三重奏（2022年） - 仮面ライダーブレイズ[90]
  - 仮面ライダーガッチャード GRADUATIONS（2025年）

### ネットムービー（出演）
- 炎神戦隊ゴーオンジャー BONBON!BONBON!ネットでBONG!!（2008年、東映） - ゴーオンブラック
- ネット版 仮面ライダー×スーパー戦隊×宇宙刑事 スーパーヒーロー大戦乙!〜Heroo!知恵袋〜あなたのお悩み解決します!（2013年、東映） - 先輩 役
- dビデオスペシャル 仮面ライダー4号（2015年、東映）
- from Episode of スティンガー 宇宙戦隊キュウレンジャー ハイスクールウォーズ（2017年、東映）
- 仮面ライダージオウ スピンオフ RIDER TIME（2019年、東映）
  - 仮面ライダージオウ スピンオフ PART1『RIDER TIME 仮面ライダーシノビ』
  - 仮面ライダージオウ スピンオフ PART2『RIDER TIME 仮面ライダー龍騎』
- ドライブサーガ 仮面ライダーブレン（2019年、東映） - 大蜘蛛大首領[91]
- 仮面ライダーリバイス The Mystery（2022年）
- リバイスレガシー 仮面ライダーベイル（2022年）
- 仮面ライダーセイバースピンオフ 仮面ライダーサーベラ&仮面ライダーデュランダル（2022年）
- 仮面ライダーアウトサイダーズep.2滅びの予兆とデザストの覚醒（2023年） - 仮面ライダーアークゼロ
- 仮面ライダージュウガVS仮面ライダーオルテカ（2023年） - 高田唱 役
- 仮面ライダーガッチャード VS 仮面ライダーレジェンド（2023年）
- 冥黒の黙示録 ラケシス（2025年）

### 舞台（出演）
- 新歌舞伎座 スーパーヒーローフェスティバル'95（1995年8月1日 - 31日） - ジースタッグ 役（公演期間中の数日のみの特別出演）
- 僕たちの好きだった革命（2009年5月19日 - 31日） - アクションコーディネーター
- 戦国BASARAシリーズ
  - 戦国BASARA（2009年7月3日 - 12日） - 伊達軍兵 / 織田軍兵 役、殺陣指導
  - 戦国BASARA〜蒼紅共闘〜（2010年4月9日 - 18日） - 伊達軍兵 / 織田軍兵 役、殺陣指導
  - 戦国BASARA3（2011年10月14日 - 16日、大阪 / 10月23日 - 30日、東京） - 徳川軍武将 役 他
  - 戦国BASARA3 -瀬戸内響嵐-（2012年11月2日 - 11日、東京：東京ドームシティーホール / 11月16日 - 18日、大阪） - アンサンブル
  - 戦国BASARA宴（2013年4月26日 - 5月26日、4都市公演） - 最上義光 役
- 滝沢演舞城（2009年、新橋演舞場） - セーフティー
- ミュージカル 忍たま乱太郎シリーズ - 山田伝蔵 役、アクションコーディネーター
  - 第一弾・初演（2010年1月13日 - 24日、シアターGロッソ）
  - 第一弾・再演（2010年6月30日 - 7月7日、シアターGロッソ）
  - 第二弾・初演（2011年1月13日 - 23日、シアターGロッソ）
  - 第二弾・再演（2011年7月1日 - 10日、シアターGロッソ）
  - 第三弾・初演（2012年1月12日 - 22日、シアターGロッソ）
  - 第三弾・再演（2012年7月4日 - 15日、サンシャイン劇場）
  - 第四弾・初演（2013年1月9日 - 20日、サンシャイン劇場）
  - 第四弾・再演（2013年6月21日 - 7月7日、シアターGロッソ）
  - 第五弾・初演（2014年1月8日 - 24日、サンシャイン劇場）
  - 第五弾・再演（2014年6月20日 - 7月6日、シアターGロッソ）
  - 第六弾・初演（2015年1月9日 - 23日、サンシャイン劇場）
  - 第六弾・再演（2015年6月19日 - 7月5日、シアターGロッソ）
  - 第七弾・初演（2016年1月9日 - 23日、サンシャイン劇場）
  - 第十弾・再演（2020年1月17日 - 19日、クールジャパンパークWWホール）[92]
  - 第十一弾（2021年1月16日 - 4月25日、シアターGロッソ 他）
  - 第十五弾（2025年5月23日 - 6月14日、シアターGロッソ 他）[93]
- イナズマイレブン（2010年9月4日 - 12日、シアターGロッソ） - アクションコーディネーター
- コードギアス 反逆のルルーシュ（2012年4月7日 - 16日） - シャブロル 役、アクション指導
- 青の祓魔師〜魔神の落胤〜（2012年5月11日 - 5月17日、日本青年館） - 藤村獅郎 役、アクションコーディネーター
- 大和三銃士 虹の獅子たち（2013年10月3日 - 27日、新橋演舞場） - アンサンブル
- 舞台「紅葉鬼」（2019年6月28日 - 7月7日、品川プリンスホテル クラブeX） - 維茂

### バラエティ（出演）
- 笑っていいとも!2009春の祭典 豪華ダジャレなぞなぞ笑撃映像SP（2009年、フジテレビ） - 鬼 役
- ごきげん歌謡笑劇団（2009年5月 - 、NHKBS2） - セミレギュラー
- SMAP×SMAP 任侠キャディー（2009年、フジテレビ） - ゴルファー 役

### CM（出演）
- トヨタ自動車「ヴィッツ」ティザー篇（2010年） - モデル吹き替え

### PV（出演）
- Mitsuru Matsuoka EARNEST DRIVE「SURPRISE-DRIVE」（2014年、avex trax） - 魔進チェイサー

### ヒーローショー（出演）
- 後楽園ゆうえんち野外劇場「戦隊ヒーローショー」多数出演

### イベント（出演）
- JAE NAKED LIVE「がんばろう 日本！」（2011年）
- JAE "春"プレミアムイベント ～Jump Up!～（2016年）

## スタッフ

### 特撮テレビドラマ（スタッフ）
- ドゲンジャーズ（2020年、九州朝日放送） - アクション監督[94]

### テレビドラマ（スタッフ）
- 刑事7人 Season.9（2023年、テレビ朝日） - 技斗（第4話）